# Billabong

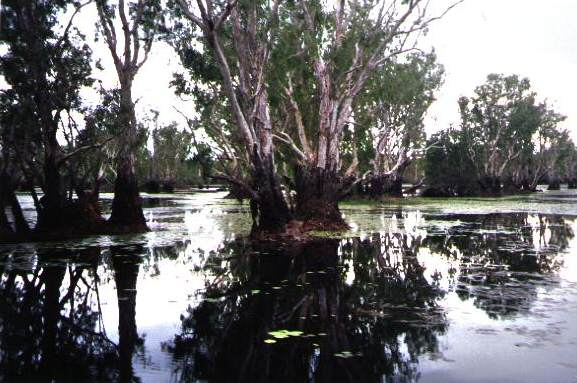
Yellow Waters Billabong in Kakadu National Park.

Billabong is een verzamelnaam voor draslandgebieden in de Top End, het tropische gedeelte van het Noordelijk Territorium in Australië. De meeste billabongs zijn hoefijzermeren.
Kenmerken van een billabong zijn dat het in de droge periode (mei-oktober) altijd water bevat en nooit volledig opdroogt en dat het in het regenseizoen (november-april) deel uitmaakt van uitgestrekte ondergelopen gebieden, de "floodplains". Billabongs zijn vooral in de droge periode een verzamelplaats voor vele watervogels, vissen en krokodillen. Bekende billabongs zijn de Yellow Water Billabong en de Mamukala Wetlands in Kakadu National Park en de Bird Billabong in Mary River National Park. 
In Waltzing Matilda, een populair Australisch volksliedje, wordt verwezen naar een billabong. Ook een bekend sportmerk heeft dezelfde naam.